# Miss Universo 1985
Miss Universo 1985, trentaquattresima edizione di Miss Universo, si è tenuta presso il James L. Knight Convention Center di Miami negli Stati Uniti d'America, il 15 luglio 1985. L'evento è stato presentato da Bob Barker e Joan Van Ark. Deborah Carthy-Deu, Miss Porto Rico, è stata incoronata Miss Universo 1985.

## Risultati

### Piazzamenti
| Risultato finale   | Concorrente |
| ------------------ | --- |
| Miss Universo 1985 | - Porto Rico - Deborah Carthy-Deu |
| 2ª classificata    | - Spagna - Teresa Sánchez López |
| 3ª classificata    | - Zaire - Kayonga Benita Mureka Tete |
| 4ª classificata    | - Venezuela - Silvia Martínez |
| 5ª classificata    | - Uruguay - Andrea López |
| Top 10             | - Brasile - Márcia Giagio Canavezes de Oliveira - Canada - Karen Elizabeth Tilley - Cile - Claudia van Sint Jan del Pedregal - Irlanda - Olivia Marie Tracey - Stati Uniti - Laura Martínez-Herring |

### Punteggi alle sfilate finali
Vincitrice
     2ª classificata
     3ª classificata
     Top 6
     Top 10
(#) Posizione in ogni turno della gara
| Nazione     | Media preliminare | Intervista | Costume da bagno | Abito da sera | Media semifinale |
| ----------- | ----------------- | ---------- | ---------------- | ------------- | ---------------- |
| Spagna      | 8.251 (1)         | 8.793 (1)  | 9.331 (1)        | 8.660 (6)     | 8.928 (1)        |
| Zaire       | 7.710 (9)         | 8.648 (3)  | 8.705 (3)        | 8.983 (3)     | 8.778 (2)        |
| Venezuela   | 8.140 (2)         | 8.693 (2)  | 8.455 (5)        | 9.000 (2)     | 8.716 (3)        |
| Uruguay     | 7.824 (7)         | 8.560 (4)  | 8.805 (2)        | 8.730 (4)     | 8.698 (4)        |
| Porto Rico  | 8.035 (4)         | 8.365 (5)  | 8.536 (4)        | 9.057 (1)     | 8.652 (5)        |
| Irlanda     | 7.904 (6)         | 7.708 (8)  | 8.325 (7)        | 8.668 (5)     | 8.233 (6)        |
| Canada      | 8.091 (3)         | 8.261 (6)  | 8.148 (8)        | 8.021 (10)    | 8.143 (7)        |
| Cile        | 7.732 (8)         | 7.737 (7)  | 8.326 (6)        | 8.232 (7)     | 8.098 (8)        |
| Stati Uniti | 8.016 (5)         | 7.650 (9)  | 7.538 (10)       | 8.164 (8)     | 7.784 (9)        |
| Brasile     | 7.592 (10)        | 7.161 (10) | 7.658 (9)        | 8.042 (9)     | 7.620 (10)       |

### Riconoscimenti speciali
| Riconoscimento         | Concorrente                                                                                        |
| ---------------------- | -------------------------------------------------------------------------------------------------- |
| Best National Costume  | - Colombia - Sandra Eugenia Borda Caldas - Israele - Hilla Kelmann - Spagna - Teresa Sánchez López |
| Miss Congeniality      | - Guam - Lucy Carbullido Montinola                                                                 |
| Miss Photogenic        | - Paesi Bassi - Brigitte Bergman                                                                   |
| Most Followed by Media | - El Salvador - Julia Haydee Mora                                                                  |

## Concorrenti
- Argentina - Yanina Castaño
- Australia - Elizabeth Rowly
- Austria - Martina Haiden
- Bahamas - Cleopatra Adderly
- Barbados - Elizabeth Wadman
- Belgio - Anne van der Broeck
- Belize - Jennifer Woods
- Bermuda - Jannell Nadra Ford
- Bolivia - Gabriela Orozco
- Brasile - Márcia Giagio Canavezes de Oliveira
- Canada - Karen Elizabeth Tilley
- Cile - Claudia van Sint Jan del Pedregal
- Cipro - Andri Andreou
- Colombia - Sandra Eugenia Borda Caldas
- Corea del Sud - Choi Young Ok
- Costa Rica - Rosibel Chacón Pereira
- Curaçao - Sheida Weber
- Danimarca - Susan Rasmussen
- Dominica - Margaret Rose Cools Lartigue
- Ecuador - María Elena Stangl
- El Salvador - Julia Haydee Mora
- Filippine - Joyce Ann Burton
- Finlandia - Marja Kinnunen
- Francia - Suzanne Iskandar
- Galles - Barbara Christian
- Gambia - Batura Jallow
- Germania - Stefanie Angelika Roth
- Giappone - Hatsumi Furusawa
- Gibilterra - Karina Hollands
- Grecia - Sabina Damianidis
- Guam - Lucy Carbollido Montinola
- Guatemala - Perla Elizabeth Prera Frunwirth
- Haiti - Arielle Jeanty
- Honduras - Diana Margarita García
- Hong Kong - Shallin Tse Ming
- India - Sonia Wallia
- Inghilterra - Helen Westlake
- Irlanda - Olivia Marie Tracey
- Islanda - Hana Bryndis Jonsdóttir
- Isole Cayman - Emily Hurston
- Isole Cook - Essie Apolonia Mokotupu
- Isole Marianne Settentrionali - Antoinette Marie Flores
- Isole Vergini Americane - Mudite Alda Henderson
- Isole Vergini Britanniche - Jennifer Leonora Penn
- Israele - Hilla Kelmann
- Italia - Beatrice Papi
- Jugoslavia - Dinka Delić
- Libano - Joyce Sahab
- Lussemburgo - Gabrielle Chiarini
- Malaysia - Agnes Chin Lai Hong
- Malta - Fiona Micallef
- Messico - Yolanda de la Cruz
- Norvegia - Karen Margrethe Moe
- Nuova Zelanda - Claire Glenister
- Paesi Bassi - Brigitte Bergman
- Panama - Janette Iveth Vásquez Sanjur
- Papua Nuova Guinea - Carmel Vagi
- Paraguay - Beverly Ocampo
- Perù - María Gracia Galleno
- Polinesia francese - Hinarii Kilian
- Polonia - Katarzyna Zawidzka
- Porto Rico - Deborah Carthy-Deu
- Portogallo - Alexandra Gomes
- Rep. Dominicana - Melba Vicens Bello
- La Riunione - Dominique de Lort Serignan
- Samoa - Tracy Mihaljevich
- Scozia - Jacqueline Hendrie
- Senegal - Chantal Loubelo
- Singapore - Lyana Chiok
- Spagna - Teresa Sánchez López
- Sri Lanka - Ramani Liz Bartholomeusz
- Stati Uniti - Laura Martínez-Herring
- Svezia - Carina Marklund
- Thailandia - Tarntip Pongsuk
- Trinidad e Tobago - Brenda Joy Fahey
- Turks e Caicos - Miriam Coralita Adams
- Uruguay - Andrea López
- Venezuela - Silvia Cristina Martínez Stapulionis
- Zaire - Kayonga Benita Mureka Tete